# Ala-Aittaroinen
Ala-Aittaroinen är en sjö i kommunen S:t Michel i landskapet Södra Savolax i Finland. Sjön ligger 101,2 meter över havet. Arean är 74 hektar och strandlinjen är 8,52 kilometer lång. Sjön  ingår i Kymmene älvs huvudavrinningsområde.   Den ligger omkring 25 kilometer norr om S:t Michel och omkring 230 kilometer nordöst om Helsingfors. 
I sjön finns öarna Lamminsaari och Seppäsensaari. 